# U23-europamästerskapen i friidrott 2011
U23-mästerskapet 2011, det 8:e europeiska friidrottsmästerskapet hölls den 14-17 juli 2011 i Městský stadion i Ostrava, Tjeckien.
Ryssland toppade medaljbordet med totalt 20 medaljer, inklusive 9 guld (efter revision), före Storbritannien, även med 20 medaljer, och Tyskland.